# Намака (сателит)
Намака је један од два позната природна сателита патуљастог планета Хаумеа. Мисли се да јој је површина ледена.

## Откриће
Намака је откривена 30. јуна 2005, а његово откриће је објављено 29. новембра 2005..

## Физичке карактеристике
Претпоставља се да има пречник од око 170 km.Њена површина је највероватније направљена од леда.